# Mario Modestini
Mario Modestini (Palermo, 1939) è un compositore e musicista italiano.

## Biografia
Mario Modestini è nato a Palermo. Ha accompagnato la celebre cantante folk Rosa Balistreri dal 1976 e fino alla sua scomparsa, avvenuta nel 1990.
Per la cantautrice ha composto la musica di diverse opere. Fra queste “La ballata del sale” (1979) di Salvo Licata, per la regia di Maurizio Scaparro, dedicata ai canti del mare dei cosiddetti “tonnaroti”. Sempre per la voce della Balistreri, Modestini ha composto le musiche di  “Buela” (1982) di Franco Scaldati e “Ohi Bambulé” di Salvo Licata (1987).
Molto noto anche per le numerose collaborazioni con importanti attori e registi teatrali (da Giorgio Albertazzi a Pietro Carriglio a Maurizio Scaparro), che testimoniano la sua vocazione a realizzare un'armonia fra musica e teatro.
Ha composto musiche per radiodrammi e lungometraggi cinematografici, partecipando a numerose rassegne internazionali, da Taormina Arte a Venezia Cinema, allo “Shakespeare Festival” per l'Arena di Verona. Per il film di Marco Amenta Une fille contre, che ha partecipato al Festival di Cannes, ha ottenuto il Premio Italia per le composizioni musicali.
Studioso di musica popolare siciliana, ha collaborato con il Teatro Massimo di Palermo e con gli Amici della Musica del capoluogo siciliano, con il Teatro Bellini e lo Stabile di Catania, con l'Accademia Musicale Fiorentina.
Per Giorgio Albertazzi ha scritto l'opera Verba Tango su testi di Borges con la voce di Giuni Russo e composto la musica per le Lezioni americane di Italo Calvino messe in scena al Thèatre des Italiens di Parigi. Tra i lavori più recenti, si ricordano le musiche per gli spettacoli Didone con Pamela Villoresi, I giardini dell'Ozio (Opera su Federico II) su testo di Benito Li Vigni, con Ivana Monti, e quelle per sette canti della Divina Commedia incise da Giorgio Albertazzi. Su testi di Osvaldo Valenti ha composto l'oratorio sacro Hetaera Rosalia per recitante, soprano e orchestra, rappresentato nella Cattedrale di Palermo, l'opera-poesia Melopea per Mothia e il balletto Huna la Luna (andato in scena al Teatro Politeama di Palermo).
Dai primi anni Sessanta, Modestini si è accostato anche ai temi di alcuni brani dei Beatles, realizzandone una versione orchestrale. 
Su alcune liriche di Tommaso Romano è nata l'Opera-Poesia “Acquerelli dello Scirocco” prodotto dalla Panastudio.
Ha ottenuto il Premio Paride per le musiche di scena e il Premio Favara per la ricerca etno-musicale, il 30 settembre 1997 ha tenuto un concerto di Ballate e canti di Sicilia presso la sede dell'Unesco a Parigi. Concerti suoi sono stati eseguiti in varie città europee. Sue opere sono state eseguite in varie nazioni d'Europa (Francia, Austria, Germania) e negli Stati Uniti.
Fra i suoi album, prodotti da Francesco Panasci, si ricordano I giardini dell'ozio, Acquerelli dello scirocco, Voliere, Ballate e canti di Sicilia, Federicea, opera musicale dedicata all'imperatore Federico II di Svevia.
Fra i più recenti lavori, ha scritto il brano Higiaz-Porta di Castro, ispirato alla cosiddetta “camera delle meraviglie” arricchita da sfarzosi arabeschi e scoperta in un antico edificio nel cuore di Palermo.